# Semis
Een semis (Latijn: half) is een Romeinse munteenheid. Een semis is een halve as. Tijdens de Romeinse Republiek werd de semis gekenmerkt door een S of zes stippen als aanduiding voor zes uncia. Aanvankelijk werden de munten gegoten, maar vanaf de Tweede Punische Oorlog werden de munten geslagen. De semis werd maar af en toe aangemaakt en tijdens de regering van Hadrianus afgeschaft.
Aes · Antoninianus · Argenteus · As · Aurelianianus · Aureus · Barbaarse imitatie · Cistophorus · Denarie · Dupondius · Follis · Miliarense · Nummus · Quadrans · Quincunx · Semis · Sestertie · Siliqua · Solidus · Spintria · Tessera · Triens